# دامبورگ
دامبورگ (به هلندی: Domburg) یک منطقهٔ مسکونی در هلند است که در فیره (هلند) واقع شده‌است. دامبورگ ۱٬۴۹۰ نفر جمعیت دارد.

## خواهرخوانده
شهر آرنزانو خواهرخواندهٔ دامبورگ هست.